# 横浜都市発展記念館
横浜都市発展記念館（よこはまとしはってんきねんかん、英: Museum of Yokohama Urban History）は、神奈川県横浜市にある横浜市の発展のあゆみを展示する博物館である。2003年（平成15年）3月開館。横浜ユーラシア文化館と同一の建物内（4階）にある。

## 概要
横浜市の発展と拡大に関して「都市形成」「市民のくらし」「ヨコハマ文化」の三つの側面に焦点を当て、関東大震災以降の歴史資料を中心に展示している。建物は、2000年（平成12年）に「旧横浜市外電話局」として横浜市認定歴史的建造物に認定された建造物を改修し利用している。管理運営団体は横浜市ふるさと歴史財団。

## 収蔵品と展示
横浜の都市形成、生活文化の歴史に関する資料（遺物、図書、写真、新聞雑誌、文書、絵葉書、地図、図面、電子資料など）を2014年（平成26年）時点で約22,000点ほど収蔵している。展示は、常設展と企画展からなる。企画展は、同じ建物に同居する横浜ユーラシア文化館と、共有スペース（3階）で交互に行っている。屋外展示および1階は入場無料で見学可能となっている。
収蔵品の一部はウェブサイトでも閲覧可能であり、昭和初期の横浜中心地区にあったさまざまな施設を当時の歴史地図上に表示した『横浜歴史情報マップ』や、大正～昭和戦前期中心に横浜の風景が描写された絵葉書約600枚が閲覧できる『横浜絵葉書データベース』、昭和9年の横浜の写真306枚と解説文265点を公開した『横浜グラフ』などがある。

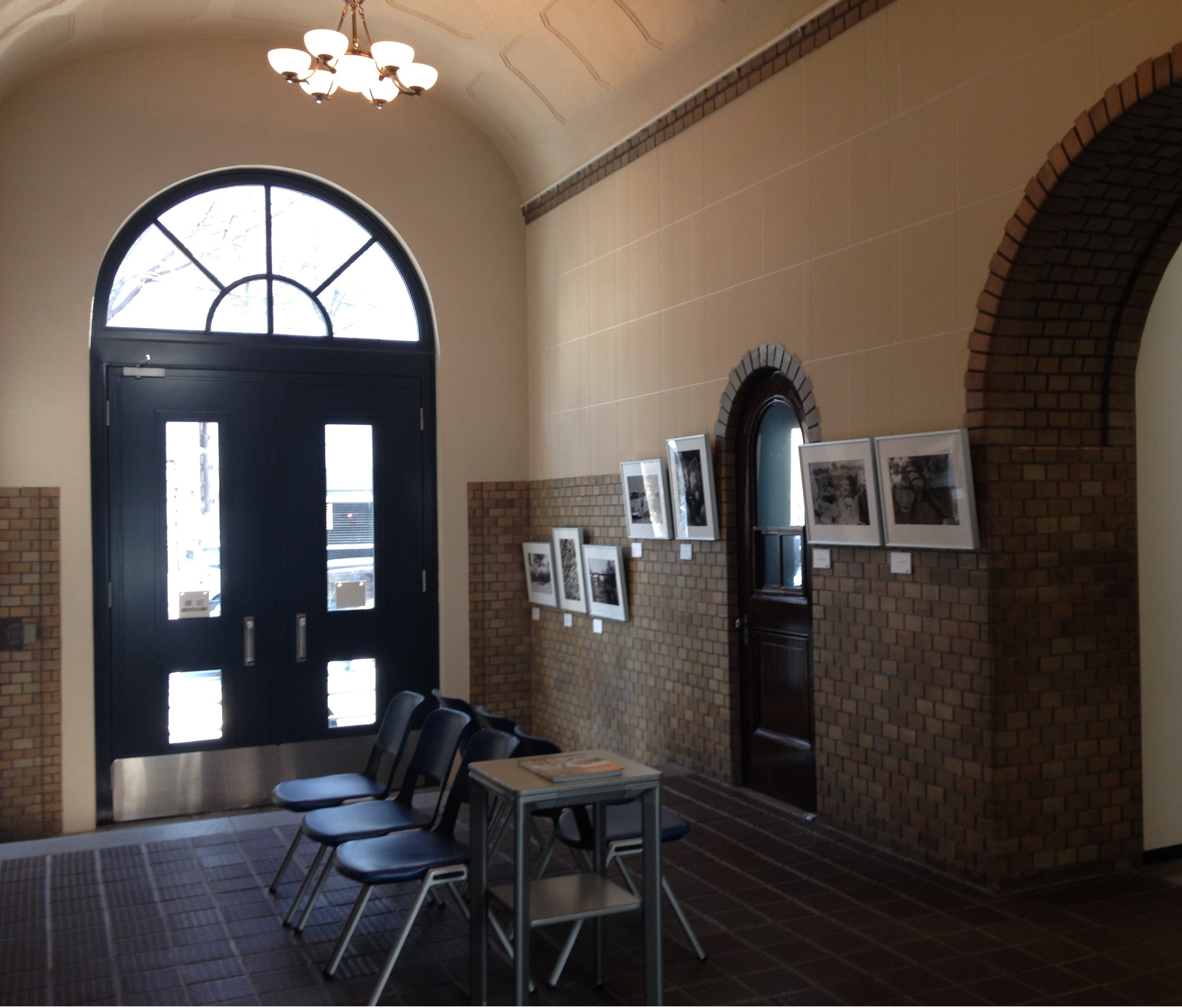
旧横浜市外電話局の改修前の雰囲気を残す旧第一玄関（横浜都市発展記念館および横浜ユーラシア文化館として使用中の建物）
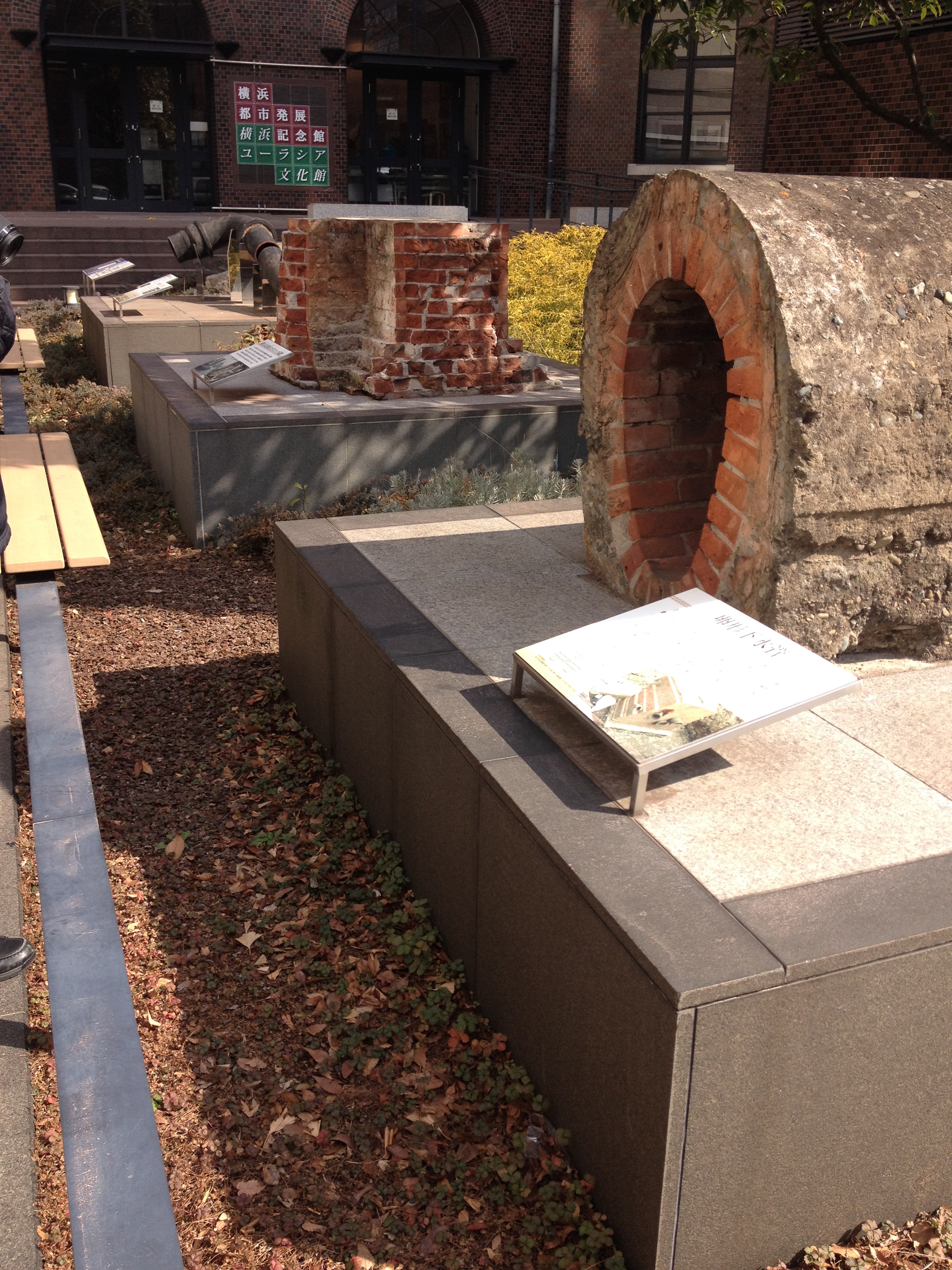
横浜都市発展記念館の屋外展示風景
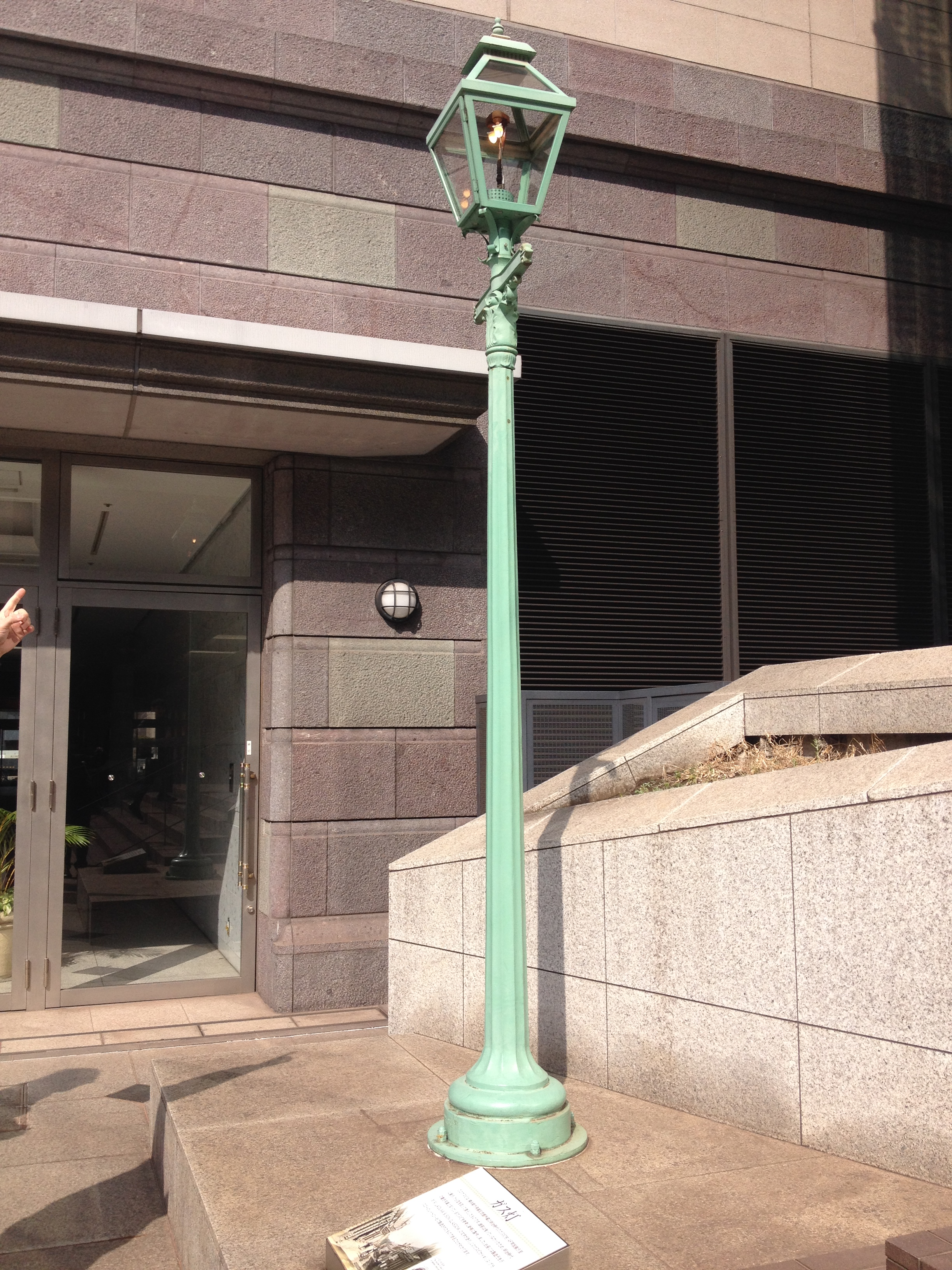
横浜都市発展記念館の屋外展示品の一つ。ガス灯は復元レプリカ。
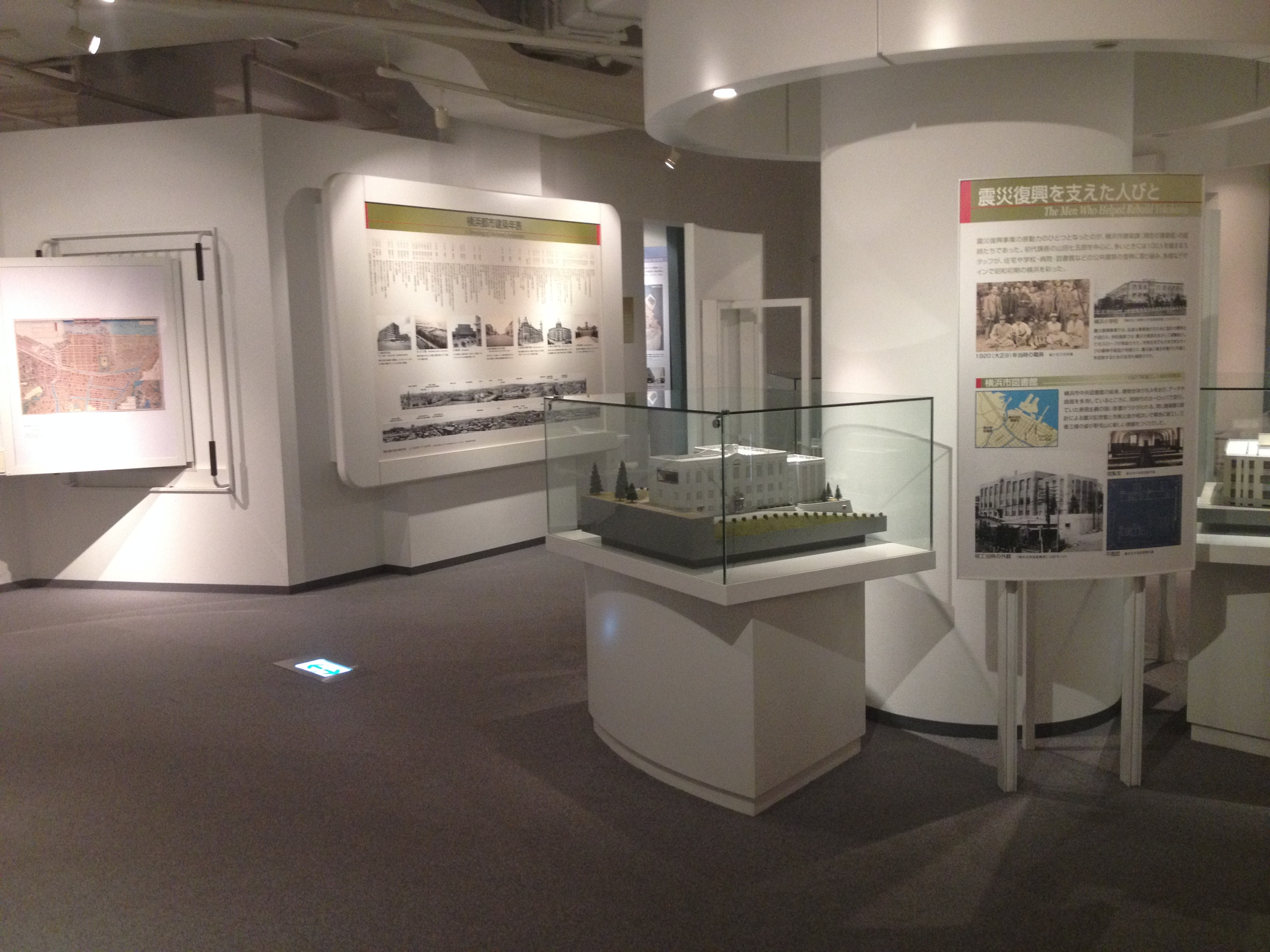
横浜都市発展記念館の館内展示風景

## 刊行物
図録、古地図のほか、2005年（平成17年）から『横浜都市発展記念館紀要』が刊行されており、『映像でたどる昭和の横浜（DVD）』の映像資料などもある。また、年2回ニュースレター『ハマ発Newsletter』が発行されており、ウェブ上で公開されている。

### 展覧会図録流用事件
2015年（平成27年）2月に法政大学出版局が刊行した学術書「水都学3」の所収論文に、当記念館の展覧会図録からの流用があったことが7月に発覚し、執筆者の大学教授が流用を認め謝罪、出版局が同書に説明文書を付けることで合意した。